# Iglesia de la Merced (Comayagua)
La Iglesia de la Merced  es una iglesia católica en Comayagua, Honduras construida en 1550 durante la época colonial de Nueva España. Es la iglesia más antigua de Honduras aun en pie, siendo edificada en 1550 por el Fray Gaspar de Quintanilla con el nombre de Iglesia de la Inmaculada Concepción. También fue la primera iglesia hondureña en recibir la designación de catedral en 1561, aunque ahora funciona como parroquia. La iglesia está dedicada a la Virgen de la Merced y está ubicada en el casco histórico colonial de Comayagua.

## Historia
La iglesia fue edificada en 1550 por el Fray Gaspar de Quintanilla, no obstante a pesar de la creencia popular no es la primera iglesia de Honduras, ya que la primera hoy ya no existe y estaba localizada en Trujillo, pero si es el edificio colonial aun en pie más antiguo de Honduras junto la Fortaleza de Santa Barbara. En 1561 fue elevada al título de catedral, la primera de Honduras. En 1774 hubo un terremoto que destruyó una de las torres de la iglesia. En 1820, el presidente de Honduras, Coronado Chávez mandó a construir el retablo mayor. Hoy la iglesia sigue funcionando como parroquia y es un monumento histórico y turístico del país.

## Arquitectura
La iglesia tiene un diseño arquitectónico Barroco o Barroco americano o más Renacentista colonial tardía. Cuando fue edificada en 1550, fue construida de bajareque con techo de paja teniendo un aspecto diferente al que posee hoy, pero en 1561 fue reconstruida con su aspecto actual para darle una mejor presentación.

## Uso actual
La iglesia fue construida con una capacidad de 500 feligreses y los días más ocupados para la iglesia son los domingos donde acuden unos 250 personas a misa.